# Joan Amades
Joan Amades i Gelats (Barcelona, 23 de julio de 1890-Barcelona, 17 de enero de 1959), fue un destacado etnólogo y folclorista español.

## Biografía
De formación autodidacta, trabajó en el Archivo Municipal de Historia de Barcelona y en el Museo de Industrias y Artes Populares de la misma ciudad. Sus obras Les auques (hacia 1933) y Apunts d'imatgeria (1938) tratan de la historieta y sus dibujantes. Dentro de su obra destaca el libro Costumari Català, obra de gran importancia para el estudio de la cultura popular catalana. Colaboró con la Unesco a partir de 1956, y fue un destacado promotor del esperanto, fundando la Federación Esperantista Catalana.

## Títulos destacados
- Les diades populars catalanes (1932-1949) (castellano: Las diadas populares catalanas)
- Les cent millors cançons populars (1949) (castellano: Las cien mejores canciones populares)
- Les cent millors cançons de Nadal (1949) (castellano: Las cien mejores canciones de Navidad)
- Refranyer català comentat (1951) (castellano: Refranero catalán comentado)
- Les cent millors rondalles populars (1953) (castellano: Las cien mejores fábulas populares)
- Costumari Català (1950-1956) (castellano: Costumario catalán)
- Guia de les festes tradicionals de Catalunya. Itinerari per tot l´any (1958) (castellano: Guía de las fiestas tradicionales de Cataluña. Itinerario para todo el año)